# Mujeres Poetas Internacional
Mujeres Poetas Internacional MPI (25 de noviembre de 2009) es el nombre por el cual se conoce al movimiento fundado en la República Dominicana y que promueve la poesía femenina contemporánea a través de distintos medios y proyectos. Es una organización sin fines de lucro (ONG) y organismo responsable de la celebración del Festival Internacional de Poesía Grito de Mujer en distintos países. Este movimiento ha servido de plataforma en su mayoría a poetisas a nivel internacional mediante la creación de proyectos colectivos, concursos, antologías, y eventos culturales referentes a los temas de la mujer y la no violencia.

## Historia
Fue creado por la escritora dominicana Jael Uribe en noviembre de 2009 como un espacio para compartir escritos de mujeres poetas tanto conocidas como noveles y aportar herramientas de promoción y crecimiento literario. A raíz del año 2011, se convirtió en el hogar del Festival Internacional de Poesía Grito de Mujer, celebrado en países de los 5 continentes, llevando a cabo la labor social de promover mediante la poesía y las artes mensajes de respeto, autoestima y cero tolerancia ante la violencia contra la mujer.

### Gestión cultural
Colabora en eventos en la Feria Internacional del Libro de Santo Domingo, auspiciados por el Ministerio de Cultura de República Dominicana y ha sido sede y Coordinador General del Festival en varios países del mundo, además de auspiciar convocatorias, concursos internacionales de poesía y otros eventos culturales en donde participan mujeres de todos los ámbitos.
Este movimiento tiene por objetivo apoyar el talento literario femenino y aprovecha los medios para ensalzar la labor de la mujer en la literatura específicamente su labor en la poesía. Incurre en la misión social en favor de la No violencia en contra de la mujer a través de su Festival y en la elaboración de campañas y proyectos de participación colectiva referentes a la misma causa.

#### Premios y reconocimientos
Ha sido reconocido por varias instancias, y recibido la Placa del Ayuntamiento de Cájar Granada por su primer festival en España, año 2011, y reconocimientos por su Gestión Cultural por parte de Ediciones Limaclara, Argentina,2012, y premiaciones de parte de los Comisionados de Union City, New Jersey, Miami, Fl USA 2011, 2012 y 2013.

#### Países que lo conforman
Varias instituciones y grupos culturales se unen para apoyar la labor a nivel internacional de este movimiento, incluyendo:República Dominicana en países como México, España, USA, Colombia, Argentina, entre otros lugares de Europa, Asia, Alemania y África.

### Publicaciones
Entre las publicaciones colectivas realizadas se encuentran la “Antología Yo Soy Mujer" Mujeres Poetas Internacional, 2012 y la “Antología Grito de mujer" Cascada de Palabras, 2011 (México). Con la participación de mujeres poetas de distintos países.

### Eventos consolidados
- Festival Internacional de Poesía Grito de Mujer celebrado en más de 30 países desde el año 2011 a la fecha.
- Recitales 25 de Nov. Día de la no violencia.
- Concursos internacionales de poesía.
- Recital Poesía de Mujer por una Navidad sin violencia.
- Campañas al aire libre por la no violencia intrafamiliar.
- Proyectos conjuntos con otras organizaciones como es el caso de Amnistía Internacional[14] (Málaga) y grupos culturales (festivales, recitales, charlas, puestas en circulación, premiaciones, congresos, etc.).